# Stictoptera pernigra
Stictoptera pernigra är en fjärilsart som beskrevs av Legrand 1965. Stictoptera pernigra ingår i släktet Stictoptera och familjen nattflyn. Inga underarter finns listade i Catalogue of Life.